# Ahmad Hatifie
Ahmad Arash Hatifie (* 13. März 1986 in Oakland) ist ein US-amerikanisch-afghanischer Fußballspieler, der derzeit beim US-amerikanischen Verein Oakland Stompers spielt.

## Karriere

### Verein
Hatifie ging in Alameda, Kalifornien zur Schule und anschließend auf die Alameda High School. Dort war er Kapitän verschiedener Mannschaften. 2005 war er Kapitän der Fußballmannschaft der University of California, Davis. Nachdem er dort die Universität verlassen hatte, spielte er von 2012 bis 2013 bei den Bay Area Ambassadors. Seit dem 1. November 2013 war er bei Mumbai FC aktiv. Den Verein verließ er nach der Saison 2013/14 nach 15 Einsätzen. 2015 schloss er sich Ballistic United SC an. Von 2016 bis 2018 spielt er dann beim Viertligisten CD Aguiluchos USA. Seit 2019 steht er bei den Oakland Stompers unter Vertrag.

### Nationalmannschaft
Seit 2011 war Hatifie Nationalspieler, als er für die Südasienmeisterschaft nominiert wurde. Am Ende belegte man den zweiten Platz hinter Indien. Sein erstes Länderspieltor erzielte er am 20. August 2013 in einem Freundschaftsspiel gegen Pakistan, das mit 3:0 gewonnen wurde. Auch an der folgenden Südasienmeisterschaft 2013 nahm Hatifie teil. Dort wurde Afghanistan Südasienmeister und konnte erstmals einen internationalen Titel erringen. Nach einem AFC-Challenge-Cup-Gruppenspiel 2014 gegen Laos (0:0) verletzte sich der Mittelfeldspieler neben fünf weiteren Nationalmannschaftskollegen bei einem Busunfall. Nachdem dort der vierte Platz erlangt wurde, folgte Hatifies insgesamt dritte Teilnahme an einer Südasienmeisterschaft. Wieder erreichte man das Finale, doch zum zweiten Mal nach 2011 verlor man im Endspiel gegen Indien (1:2 n. V.). Bis 2016 absolvierte er insgesamt 34 Partien, in denen er vier Tore erzielen konnte.

## Erfolge
- Südasienmeister 2013
- Vize-Südasienmeister 2011, 2015